# Вималакирти Нирдеша Сутра
Вималакирти Нирдеша Сутра или Вималакирти Сутра е Махаяна будистки текст. Думата „нирдеша“, която понякога се поставя в заглавието означава инструкция или съвет. Тази сутра засяга няколко теми, между които и смисъла на понятието „недуалност“. Сутрата се състои от събрани учения адресирани както към архатите, така и към бодхисатвите от светския практикуващ Вималакирти, който разяснява пред тях понятието „шунята“. Кулминацията на тези обяснения е безмълвното учение на тишината.
Сутрата добива особена почит в източноазиатския будизъм заради безочливия хумор и гъвкавостта си, заради своята всеобхватност, уважението към светските практикуващи и също заради равнопоставеността на жените в будизма.

## Синопсис
Сутрата излага ученията на Буда пред голям сбор от ръкоположени монаси от сангхата, светски хора, различни божества и други същества в градините Амра в град Вайшали в североизточна Индия. Вималакирти е богат светски бодхисатва смятан за образец на добродетел се престорил на болен. Когато местният владетел, различни официални лица и други го посетили той използвал случая да ги запознае с дхарма ученията.
Когато Буда Шакямуни научава за това той помолил своите десет главни ученици монаси да посетят Вималакирти докато е болен. Всеки от тях обаче отказал да направи това, като изтъкнал, че при предишен подобен случай бивал упрекнат от Вималакирти заради недостатъчното си разбираме на дхарма. Това се повторило и с различните велики бодхисатви, докато Манджушри, въплъщението на мъдростта най-накрая се съгласил.
След това Вималакирти и Манджушри обсъждат различни теми от ученията в стаята на Вималакирти, която чудотворно приютява цялото множество, дошло да посети семейството в градините Амра. Вималакирти и Манджушри се присъединяват към Буда за по-нататъшно изложение на дхарма и за демонстрация на своите свръхестествени сили.
Вималакирти Нирдеша Сутра завършва с възхвала на самата себе си. При поверяването, когато Буда Шакямуни призовава бодхисатва Майтрея, отреден да бъде следващия исторически Буда на този свят да защитава тази сутра и да осигури нейното разпространение.